# 周宗琦
周宗琦（1896年—1988年），字景韩，别号桥下客，浙江湖州人，医师、医学教授。

## 生平
1896年，出生于湖州县一个官僚之家。其父出身举人，曾任驻奥地利外交官和地方官，曾修筑周公堤。
大学时代在同济德文医学校读医。1911年11月28日，因武昌发生革命，随朱家骅一同与沪、宁及留日学生共20人抵达汉口。周宗琦等4人向鄂军都督府创办者居正申请要求加入革命军。周氏等被红十字会派往汉口战场和德国人组织的重伤兵医院，服务3个月。
毕业后赴德国学习医科，毕业后留任柏林谷霍研究院研究员。
1923年（一说1921年）回国，次年被校长黄钟聘任为同德医学院教务长。同情并参与共产党地下党的渗透工作，其妻王宗湞支持并参与了其革命活动，曾为苏北新四军提供物资。
1949年后，任医学教育及出版行政管理工作。1951-1952年，任华东医务生活社社长。

## 著作
- 初中卫生学（上中下三册），刘怀翥、周宗琦，北新书局

## 家庭
- 妻：王宗浈
- 子：周履，华南理工大学教授，结构力学和固体力学家[6]